# Onverdacht
Onverdacht is een dorp in het district Para in Suriname.
Onverdacht ligt aan de Meursweg, de weg van Onverwacht naar Paranam. Het is evenals Paranam ontstaan als fabrieksdorp voor de bauxiet-winning. Paranam ontstond rond Suralco en Onverdacht ontstond rond de Surinaamse vestiging van Billiton, die er tot 2010 gevestigd was toen Suralco de Billiton-eigendommen heeft overgenomen.
In Onverdacht zijn kerkgemeenschappen, een moskee, een muloschool (VOJ), twee lagerescholen (basisonderwijs), een CCS-bibliotheek, een ATM-pinautomaat, buurtwinkels, een recreatiezaal, een sportstadion, een politiebureau (KPS) en een brandweerkazerne (KBS) gevestigd.
Aan de westzijde ligt Onverdacht Dorp Oost, dat ook wel 'Billiton' wordt genoemd vanwege de vestiging van het bedrijf. De straten tellen hier door van Billitonstraat 1 tot en met 10. In dit deel is ook Billiton zelf gevestigd.